# Wilhelm Bolte (Politiker)
Wilhelm Bolte (* 31. August 1902 in Worpswede; † 25. Mai 1974 in Bremen) war ein deutscher Politiker (NSDAP, SRP/DRP) und Mitglied der Bremischen Bürgerschaft.

## Biografie
Bolte zog 1925 mit seinen Eltern nach Bremen. Er diente von 1939 bis 1945 als Soldat im Zweiten Weltkrieg und war bis 1946 in Kriegsgefangenschaft. Er war vor und nach dem Krieg als Kaufmann und seit 1952 als Korrespondent in Bremen tätig.

## Politik
Bolte trat zum 1. April 1929 der NSDAP bei (Mitgliedsnummer 129.941). Er war von 1934 bis 1939 NS-Organisationsleiter seiner Ortsgruppe. Er war zudem von 1936 bis 1939 Mitglied der Nationalsozialistischen Volkswohlfahrt (NSV). 1948 wurde er als Mitläufer entnazifiziert.
Nach Kriegsende gehörte er der rechtsgerichteten Sozialistischen Reichspartei (SRP) bis zu deren Verbot am 23. Oktober 1952 an.
Bolte wurde 1951 in die Bremische Bürgerschaft gewählt und war dort Vorsitzender der SRP-Fraktion. Er verlor sein Mandat durch das Verbot der SRP am 23. Oktober 1952, obwohl sich die Fraktion kurz vor der Verbotsentscheidung aus taktischen Gründen in Fraktion unabhängiger Deutscher (FuD) umbenannt hatte.
Später trat er der Deutschen Reichspartei bei, für die er 1957 erfolglos zum Deutschen Bundestag kandidierte.